# XIII Światowe Igrzyska Polonijne
XIII Światowe Igrzyska Polonijne Słupsk 2007 zostały rozegrane w Słupsku i Ustce w dniach 28 lipca - 4 sierpnia 2007 roku. W zawodach uczestniczyło 1031 przedstawicieli Polonii z 25 krajów. Najliczniejszą reprezentację wystawiła Polonia z Niemiec (187 osób). 270 osób zostało obdarowanych medalami.

## Ceremonia Otwarcia
Ceremonia otwarcia odbyła się na Placu Zwycięstwa w Słupsku. Uroczystego otwarcia wspólnie dokonali Prezydent Słupska Maciej Kobyliński, Przewodniczący Rady Miejskiej w Słupsku Zbigniew Konwiński, Marszałek Senatu RP Bogdan Borusewicz, Minister Sportu Elżbieta Jakubiak i Prezes Wspólnoty Polskiej Andrzej Stelmachowski. Ceremonii towarzyszyła część artystyczna, m.in. koncert na ścianie ratusza i występ Polskiej Filharmonii Simfonia Baltica, koncert Ryszarda Rynkowskiego. Dokonano zapalenia znicza igrzysk. Uroczystość transmitowała na żywo TV Polonia.

## Imprezy towarzyszące
W czasie igrzysk na terenie Słupska odbyło się wiele imprez kulturalno-rozrywkowych m.in. Jarmark Gryfitów, Święto Ryby, koncerty.

## Statystyka medalowa
| Klasyfikacja medalowa |          |       |        |      |       |
| Lp.                   | Państwo  | złoto | srebro | brąz | razem |
| 1                     | Niemcy   | 39    | 28     | 27   | 94    |
| 2                     | Litwa    | 24    | 20     | 21   | 65    |
| 3                     | Czechy   | 14    | 15     | 5    | 34    |
| 4                     | Kanada   | 12    | 12     | 6    | 30    |
| 5                     | Białoruś | 8     | 8      | 7    | 23    |